# Обершенегг
Обершенегг (нім. Oberschönegg) — громада в Німеччині, знаходиться в землі Баварія. Підпорядковується адміністративному округу Швабія. Входить до складу району Унтеральгой. Складова частина об'єднання громад Бабенгаузен.
Площа — 18,28 км2. Населення становить 998 ос. (станом на 31 грудня 2020).

## Галерея

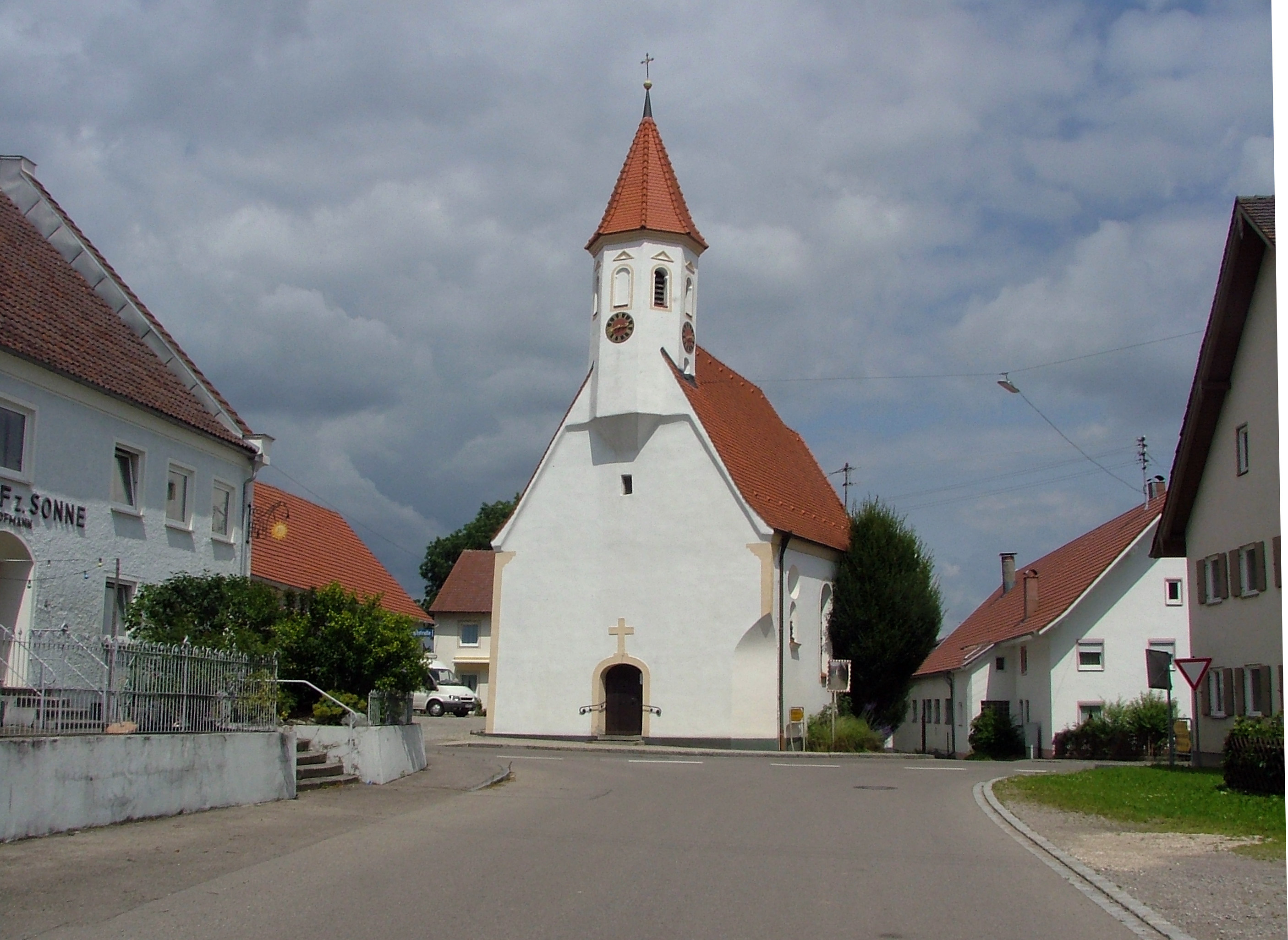